# Rickenbacker
Rickenbacker celým názvem Rickenbacker International Corporation je americký výrobce elektrických a basových kytar. Založili ji Adolph Rickenbacker a George Beauchamp a nachází se ve městě Santa Ana v americkém státě Kalifornie. Firma vznikla v roce 1931 a funguje dodnes. Elektrické kytary Rickenbacker mají charakteristický zvuk, který je tak osobitou komponentou hudby kapel, které kytary této značky používaly (The Beatles, The Byrds, R.E.M., Roxette a další).